# Gigantoscorpio willsi
Gigantoscorpio willsi
Genre
Espèce
Gigantoscorpio est un genre éteint de grands scorpions appartenant à la famille éponyme et également éteinte des gigantoscorpionidés, qui ont vécu durant le Carbonifère (Mississippien), il y a entre 345 et 342,8 millions d'années dans ce qui est aujourd'hui l'Écosse,,. Le genre compte une seule espèce connue, Gigantoscorpio willsi, décrite par le paléontologue norvegien Leif Størmer en 1963.

## Découverte
Le spécimen type est catalogué au musée d'histoire naturelle de Londres sous le nom de code BMNH 42706 et 42707. Il est constitué d'un exosquelette fragmentaire trouvé à Glencartholm en Écosse,.

## Description
Gigantoscorpio initialement considéré comme mesurant 40 centimètres de longueur, en raison de l'époque à laquelle l'animal a vécu, a vu sa taille revue à la baisse à 28 centimètres par des études ultérieures. C'est l'un des plus grands scorpions connus à ce jour. Il reste cependant beaucoup plus petits que les genres Brontoscorpio et Pulmonoscorpius qui comptent des fossiles d'une taille de 70 à 90 centimètres de long,.